# Skinner Poulin

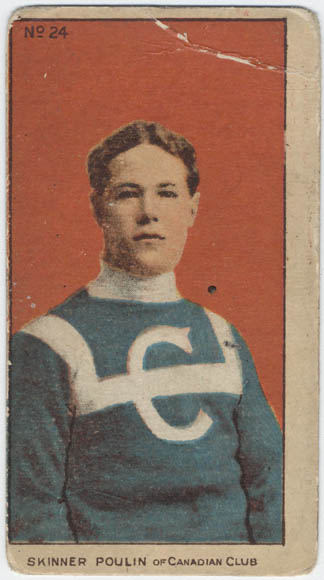
Skinner Poulin på ett ishockeykort 1910.

Georges Vincent "Skinner" Poulin, född 17 september 1887 i Smith's Falls, Ontario, död 3 maj 1971, var en kanadensisk professionell ishockeyspelare.

## Karriär
Skinner Poulin inledde ishockeykarriären med Smith's Falls Mic-Macs i Ontario Hockey Association. 1907–1909 spelade han i Manitoba för Portage la Prairie och Winnipeg Maple Leafs i Manitoba Professional Hockey League. Säsongen 1909–10 spelade Poulin med Galt Professionals i Ontario Professional Hockey League samt med Montreal Canadiens under lagets första verksamma säsong i National Hockey Association. Efter ytterligare en säsong med Canadiens bytte Poulin lag och liga då han reste västerut för att spela med Victoria Aristocrats i Pacific Coast Hockey Association.
Poulin spelade fyra säsonger för Victoria Aristocrats åren 1912–1915 innan han återvände till Montreal Canadiens säsongen 1915–16. 1916 var han med och spelade hem klubbens första Stanley Cup-titel sedan Portland Rosebuds från PCHA besegrats i finalserien med 3-2 i matcher. Säsongen 1916–17 delade Poulin speltiden mellan Montreal Canadiens och lokalkonkurrenten Montreal Wanderers. Under de två efterföljande säsongerna, 1917–18 och 1919, spelade han endast en match för Victoria Aristocrats i PCHA.
Skinner Poulin avslutade ishockeykarriären med att spela två säsonger för Saskatoon Crescents i N-SSHL åren 1919–1921.

## Statistik
| 1904–05     | Smith's Falls Mic-Macs | OHA Jr.     | –  | –  | –  | –  | –   | – | – | – | – | – |
| 1905–06     | Smith's Falls Mic-Macs | OHA         | –  | –  | –  | –  | –   | – | – | – | – | – |
| 1906–07     | Smith's Falls Mic-Macs | OHA         | 4  | 19 | 0  | 19 | –   | 3 | 4 | 0 | 4 | 0 |
| 1907–08     | Portage la Prairie     | MPHL        | 15 | 14 | 0  | 14 | –   | – | – | – | – | – |
| 1908–09     | Winnipeg Maple Leafs   | MPHL        | 4  | 7  | 3  | 10 | 18  | – | – | – | – | – |
|             | Winnipeg Maple Leafs   | MPHL        | 4  | 5  | 1  | 6  | 0   | – | – | – | – | – |
| 1909–10     | Galt Professionals     | OPHL        | 2  | 2  | 0  | 2  | 3   | – | – | – | – | – |
| 1910        | Montreal Canadiens     | NHA         | 12 | 8  | 0  | 8  | 53  | – | – | – | – | – |
| 1910–11     | Montreal Canadiens     | NHA         | 14 | 3  | 0  | 3  | 59  | – | – | – | – | – |
| 1912        | Victoria Aristocrats   | PCHA        | 16 | 9  | 0  | 9  | 48  | – | – | – | – | – |
| 1912–13     | Victoria Aristocrats   | PCHA        | 15 | 5  | 4  | 9  | 64  | 3 | 2 | 0 | 2 | 0 |
| 1913–14     | Victoria Aristocrats   | PCHA        | 15 | 9  | 9  | 18 | 47  | 3 | 2 | 0 | 2 | 0 |
| 1914–15     | Victoria Aristocrats   | PCHA        | 16 | 4  | 4  | 8  | 47  | – | – | – | – | – |
| 1915–16     | Montreal Canadiens     | NHA         | 16 | 5  | 1  | 6  | 43  | 3 | 1 | 0 | 1 | 9 |
| 1916–17     | Montreal Canadiens     | NHA         | 4  | 0  | 0  | 0  | 8   | – | – | – | – | – |
|             | Montreal Wanderers     | NHA         | 9  | 3  | 0  | 3  | 8   | – | – | – | – | – |
| 1917–18     |                        |             | –  | –  | –  | –  | –   | – | – | – | – | – |
| 1919        | Victoria Aristocrats   | PCHA        | 1  | 0  | 0  | 0  | 0   | – | – | – | – | – |
| 1919–20     | Saskatoon Crescents    | N-SSHL      | 12 | 4  | 2  | 6  | 31  | – | – | – | – | – |
| 1920–21     | Saskatoon Crescents    | N-SSHL      | 4  | 1  | 1  | 2  | 11  | 4 | 0 | 0 | 0 | 3 |
| NHA totalt  | NHA totalt             | NHA totalt  | 55 | 19 | 1  | 20 | 171 | 3 | 1 | 0 | 1 | 9 |
| PCHA totalt | PCHA totalt            | PCHA totalt | 63 | 27 | 17 | 44 | 206 | 6 | 4 | 0 | 4 | 0 |

## Meriter
- Stanley Cup – 1916 med Montreal Canadiens.